# Agave vivipara
Agave vivipara L. è una pianta della famiglia delle Asparagaceae, originaria del Centroamerica.

## Descrizione
È una specie di piccole dimensioni.

Ha foglie appuntite di colore verde scuro, con una fine linea bianca lungo il margine.

## Conservazione
La Lista rossa IUCN classifica Agave vivipara come specie vulnerabile.

## Usi
Viene utilizzata per produrre il mescal (un liquore messicano), e anche come pianta ornamentale.